# Akodon spegazzinii
Vous lisez un « bon article » labellisé en 2012.
Espèce
Statut de conservation UICN

 LC  : Préoccupation mineure
Akodon spegazzinii est un rongeur appartenant au genre Akodon que l'on rencontre dans le nord-ouest de l'Argentine. On le trouve dans les prairies et les forêts, à des altitudes variant entre 400 et 3 500 m. Akodon spegazzinii est de taille moyenne parmi les espèces du groupe d'A. boliviensis. La coloration de son pelage varie fortement, allant du clair au foncé, et du brun-jaunâtre au roussâtre. Les parties inférieures sont brun-jaune à gris. Les yeux sont encerclés d'un anneau de fourrure jaune. Le crâne présente un espace interorbital en forme de sablier, et diverses autres caractéristiques le distinguent des autres espèces qui lui sont apparentées. L'animal est long de 93 à 196 mm et pèse entre 13 et 38 g.
Après la première description de l'espèce en 1897 par Thomas, divers noms ont été attribués à des populations que l'on regroupe aujourd'hui sous le nom de A. spegazzinii. Elles sont aujourd'hui reconnues comme appartenant à une seule espèce, très répandue et présentant une certaine variabilité. Akodon spegazzinii est proche de Akodon boliviensis et d'autres membres du groupe d'espèce d'A. boliviensis. L'espèce se reproduit tout au long de l'année. Elle est classée comme étant de « préoccupation mineure » sur la liste rouge de l'UICN.

## Description

### Aspect général
L'animal mesure entre 93 et 196 mm, avec une moyenne de 158 mm. La queue mesure 46 à 83 mm, pour une moyenne de 66 mm. Les pattes font en moyenne 23 mm avec des extrêmes allant de 18 à 25 mm, et les oreilles de 12 à 21 mm avec une moyenne de 14 mm. Il pèse en moyenne 21,6 g, mais son poids varie entre 13 et 38 g suivant les individus. Cette espèce a une taille intermédiaire au sein des espèces apparentées à Akodon boliviensis. Il est plus petit que A. polopi et A. sylvanus, mais plus grand que A. boliviensis et A. caenosus. A. budini et A. simulator, qui lui sont plus lointainement apparentés mais vivent dans les mêmes régions, sont plus grands,. Comme les autres espèces apparentées à Akodon boliviensis, Akodon spegazzinii continue à croître une fois adulte.
Akodon spegazzinii a une coloration variable, allant du roussâtre au brun-jaunâtre, dans des tons plus ou moins sombres. En général, les populations que l'on trouve à basse altitude dans des zones humides sont plus sombres, et ceux vivant dans des zones sèches sont plus claires. Toutefois, on observe également des variations au sein d'une même population, et pour un même individu au cours de sa vie, les jeunes souris étant parfois plus sombres et les femelles adultes en lactation plus roussâtres. Les animaux auparavant répertoriés comme Akodon tucumanensis correspondent aux populations vivant en basse altitude et au pelage foncé, tandis que A. leucolimnaeus et A. alterus sont plus roussâtres et vivent à des altitudes plus élevées.
Les parties supérieures sont généralement uniformes, avec quelques poils plus sombres. Il a un anneau jaune autour des yeux, plus proéminent que celui de A. sylvanus. Les parties inférieures ne sont pas très nettement délimitées des parties supérieures, et sont brun-jaune à gris. On trouve quelques poils plus clairs sur le menton. Bien que A. spegazzinii porte une tache légèrement plus visible que chez A. sylvanus, elle n'est pas aussi distincte que chez A. simulator. Les pattes sont de couleur blanche et jaune-brun à grise. Des petites touffes de poils couvrent les griffes. Ils sont de couleur gris-brun à la base et blanchâtre à leur extrémité. La quantité de poils sur la queue est variable, et ceux-ci sont brun foncé sur le dessus et jaune-brun sur le dessous. Les animaux vivant en altitude tendent à avoir plus de poils sur les oreilles et sur la queue.

### Crâne et squelette
Au niveau du crâne, le rostre est bien développé, mais pas aussi long que celui de A. budini. Le crâne est plus robuste que celui de Akodon boliviensis, mais pas autant que celui de A. simulator. L'espace interorbital en forme de sablier est plus étroit que chez A. caenosus et pas aussi carré que chez A. polopi. Les membres du groupe d'espèce de Akodon varius, auquel Akodon oenos était initialement associé, tendent à avoir un espace interorbital plus large. La boîte crânienne est un peu gonflée et porte des crêtes temporales et des sutures lambdoïdes bien développées par rapport à A. caenosus. Akodon polopi présente toutefois des crêtes encore plus marquées.
Bien que les plaques zygomatiques sont variables, leur taille est généralement intermédiaire au sein du groupe d'espèce de Akodon boliviensis, et leur marge avant est droite à légèrement concave. Les encoches zygomatiques, à l'avant de ces plaques, sont plus développées que chez A. caenosus et A. sylvanus. La fente incisive, une ouverture située à l'avant du palais, est longue et se prolonge parfois entre les deux premières molaires. De minuscules perforations sont situées à l'arrière du palais. Le fond du palais est carré à arrondi, avec parfois une arête en son milieu. L'ouverture derrière le palais, la fosse méso-ptérygoïde, est d'une largeur intermédiaire, plus étroite que chez A. sylvanus, A. simulator, et A. budini mais plus large que celle de A. caenosus.
Les crêtes massétériques (situées à l'extérieur des mandibules), se terminent en dessous des premières molaires. Généralement, la cavité osseuse qui abrite la racine de l'incisive inférieure est bien développée. L'émail des incisives supérieures est jaune-orangé et les incisives sont orthodontes (avec le tranchant perpendiculaire au plan de la rangée de dents) ou légèrement opisthodontes (avec le tranchant orienté vers l'arrière),. À l'inverse, Akodon simulator a des incisives proodontes (avec le tranchant orienté vers l'avant) et elles sont clairement opisthodontes chez Akodon neocenus. La rangée de molaires est plus longue que chez A. polopi. On compte 13 ou 14 vertèbres thoraciques, 7 ou 8 vertèbres lombaires et 23 ou 26 vertèbres caudales.
Le caryotype comprend 40 chromosomes et ressemble à celui des autres membres du groupe de A. boliviensis.

## Écologie et comportement
Bien que la reproduction se déroule sur toute l'année, on observe une activité supérieure des animaux durant l'été (de novembre à avril). On ne connait pas précisément les mœurs sexuelles de Akodon spegazzinii. Généralement, les espèces du genre Akodon font deux portées par an. La gestation dure environ 23 jours, et chaque portée comprend en moyenne 5 petits. Les petits sont sevrés à l'âge de deux semaines et sont sexuellement formés à deux mois. L'espèce diffère a priori peu de ces caractéristiques.
La mue a généralement lieu en automne et en hiver (d'avril à août). Dans certains parties du Mendoza, Akodon spegazzinii atteint une densité de 21 individus par hectare, et chaque individu occupe un territoire de 300 m2. Bon nombre de rongeurs de la sous-famille des Sigmodontinae partagent le même milieu que A. spegazzinii, comme A. caenosus, A. simulator, Neotomys ebriosus, Abrothrix illuteus, Reithrodon auritus, Andinomys edax, et diverses espèces des genres Eligmodontia, Necromys, Calomys, Oligoryzomys, Oxymycterus et Phyllotis. La tique Ixodes sigelos parasite A. spegazzinii dans le Tucumán. Par ailleurs les acariens Androlaelaps fahrenholzi, Androlaelaps rotundus, et Eulaelaps stabularis et la puce Cleopsylla townsendii ont été signalés parasitant cette espèce.

## Répartition et habitat

Lieux où a été identifié Akodon spegazzinii en Argentine.

Akodon spegazzinii vit dans le nord-ouest de l'Argentine, dans les provinces de Salta, Catamarca, Tucumán, La Rioja et Mendoza, à des altitudes allant de 400 à 3 500 m. Bien qu'il soit surtout présent dans les provinces les plus au nord comme Salta, Tucumán, et Catamarca, on l'observe sporadiquement à La Rioja et Mendoza, où sa présence se limite à quelques points humides épars,. Akodon alterus a été reporté à Jujuy, mais il pourrait s'agir d'une erreur d'identification d'un A. boliviensis, et les Akodon spegazzinii soi-disant observés à Jujuy sont vraisemblablement des A. sylvanus. Des restes fossilisés de Akodon spegazzinii ont été découverts dans un site paléontologique datant du Pléistocène dans la province de Tucumán, où il est l'une des espèces les mieux représentées. On le rencontre dans les forêts yungas comme dans les zones arides du désert de Monte et dans la région de Puna, où on le trouve le long des cours d'eau. Dans les prairies des zones les plus élevées des Yungas, c'est le rongeur dominant parmi les Sigmodontinae.

## Taxonomie
Akodon spegazzinii a été décrite pour la première fois en 1897 dans la province de Salta par Oldfield Thomas à partir d'une collection réalisée à la fin de l'année 1896 ou début 1897 par le mycologue Carlos Luigi Spegazzini, à qui l'espèce doit son nom,,. Quatre ans plus tard, Joel Asaph Allen décrit Akodon tucumanensis dans la province de Tucumán, le comparant à diverses espèces regroupées aujourd'hui sous le nom de Abrothrix olivaceus,. Thomas décrit également Akodon alterus, dans la province de La Rioja en 1919, considérant qu'elle était très proche de A. spegazzinii. Une quatrième espèce, Akodon leucolimnaeus, est décrite par Ángel Cabrera dans la province de Catamarca en 1926, mais 1932 elle est associée à Akodon lactens (aujourd'hui Necromys lactens) dont elle est qualifiée de sous-espèce.
En 1961, Cabrera place spegazzinii et tucumanensis comme des sous-espèces de Akodon boliviensis, et alterus comme un synonyme de A. boliviensis tucumanensis. En 1990, Philip Myers et ses collègues étudient spécifiquement Akodon boliviensis. Ils conservent dans un premier temps Akodon spegazzinii comme une espèce distincte de A. boliviensis, et tucumanensis comme une sous-espèce, et ils suggèrent alterus comme plus proches de spegazzinii et tucumanensis. Le traitement de l'espèce suivant la méthode phylogénétique donne par la suite des résultats bien différents. Une publication de 1992 suggère que alterus et tucumanensis sont très proches, voire identiques, mais en 1997, Michael Mares et ses collègues en font deux espèces distinctes lors d'un travail sur les mammifères de Catamarca, citant les différences dans leur coloration et dans les lieux d'habitat pour se justifier. Ils sont suivis par Mónica Díaz et Rubén Bárquez en 2007,. Toutefois, en 2000, Díaz décrit alterus et tucumanensis comme des sous-espèces de spegazzinii dans une publication sur les mammifères de Salta. Guy G. Musser et Michael Carleton, dans la troisième édition de Mammal Species of the World parue en 2005, considèrent également que ces animaux appartiennent à la même espèce, tout comme Ulyses Pardiñas qui l'écrit dans une publication de 2006 sur les Akodontini argentins. Pendant ce temps, Carlos Galliari et Pardiñas reconnaissent Akodon leucolimnaeus comme un vrai Akodon, et non un Necromys, en 1995. Bien qu'on l'associe volontiers à Akodon boliviensis, le statut précis d'A. leucolimnaeus demeure méconnu,. Le nom vernaculaire « Catamarca Akodont » est proposé pour nommer l'espèce.
En 1980, Julio Contreras et María Rosi l'identifient comme un Akodon de la province de Mendoza : Akodon varius neocenus (aujourd'hui Akodon neocenus), mais l'année suivante, ils le considèrent comme une nouvelle espèce, nommée Akodon minoprioi, à l'occasion d'un colloque scientifique. Ce nom n'a cependant jamais été validé officiellement. En 2000, Janet Braun et al. nomment dans un premier temps cette espèce Akodon oenos et la rapprochent du groupe d'espèce de Akodon varius. Le nom spécifique oenos est un terme grec signifiant « vin » et qui fait référence à la présence de l'animal dans la région viticole de Mendoza. Les noms communs « Monte Akodont » et « Wine Grass Mouse » a été proposé pour cette espèce.
En 2010, Pablo Jayat et son équipe étudient les membres du groupe d'espèce de Akodon boliviensis, qui comprend A. spegazzinii, en Argentine. Ils ne parviennent pas à déceler de différences morphologiques ou moléculaires claires entre les animaux appartenant à A. alterus, A. leucolimnaeus, A. spegazzinii, et A. tucumanensis, et il en conclut qu'ils constituaient une seule et même espèce. Bien que l'on observe une grande variabilité génétique au sein de A. spegazzinii, on n'observe pas d'haplotypes propre à chaque région. L'année suivante, Ulyses Pardiñas et son équipe établissent que A. oenos, qui avait été placé à tort dans le groupe d'espèce de A. varius, est un autre synonyme de A. spegazzinii. La multiplication des noms scientifiques pour cette espèce s'explique par la description initiale laconique de A. spegazzinii, le manque de spécimens collectés et à la mauvaise évaluation de la variabilité au sein de l'espèce.
Selon les analyses phylogénétique de l'ADN mitochondrial du gène du cytochrome b, Akodon spegazzinii est plus fortement apparenté à A. boliviensis qu'à d'autres membres du groupe d'espèce de ce dernier, qui compte notamment Akodon polopi et Akodon sylvanus. Le groupe de boliviensis fait partie du genre très disparate des Akodon et donc de la tribu des Akodontini, qui comprend environ 90 rongeurs sud-américains. Les Akodontini forment une des tribus de la sous-famille des Sigmodontinae, au sein de la famille des Cricetidae, qui inclut des centaines de petits rongeurs d'Eurasie et d'Amérique.

## Statut de conservation
Akodon spegazzinii est considéré comme étant de « préoccupation mineure » (LC) sur la liste rouge de l'UICN, du fait de sa large répartition et sa population qui semble stable. Par ailleurs on le trouve dans plusieurs zones protégées, alors que des espèces comme Akodon oenos et Akodon leucolimnaeus sembleraient en déclin, et même si l'on manque de données pour en être certain, pourraient être menacés par le développement de l'agriculture,.